# Dädesjö distrikt
Dädesjö distrikt är ett distrikt i Växjö kommun och Kronobergs län. Distriktet ligger nordost om Växjö. 

## Tidigare administrativ tillhörighet
Distriktet inrättades 2016 och utgörs av socknen Dädesjö i Växjö kommun.
Området motsvarar den omfattning Dädesjö församling hade 1999/2000.